# José Salazar López
José Salazar López, mehiški rimskokatoliški duhovnik, škof in kardinal, * 12. januar 1910, Ameca, † 9. julij 1991.

## Življenjepis
26. maja 1934 je prejel duhovniško posvečenje.
22. maja 1961 je bil imenovan za škofa pomočnika Zamore in za naslovnega škofa Prusias ad Hypium; 20. avgusta istega leta je prejel škofovsko posvečenje. 15. septembra 1967 je nasledil škofovski položaj.
21. februarja 1970 je bil imenovan za nadškofa Guadalajare; ustoličenje je potekalo 1. marca istega leta.
5. marca 1973 je bil povzdignjen v kardinala in imenovan za kardinal-duhovnika S. Emerenziana a Tor Fiorenza.
Upokojil se je 15. maja 1987.